# Trichorhina squamapleotelsona
Trichorhina squamapleotelsona is een pissebed uit de familie Platyarthridae. De wetenschappelijke naam van de soort is voor het eerst geldig gepubliceerd in 1984 door George A. Schultz.